# Zapote Chico
Zapote Chico är en ort i Mexiko.   Den ligger i kommunen Espinal och delstaten Veracruz, i den sydöstra delen av landet, 190 km nordost om huvudstaden Mexico City. Zapote Chico ligger 116 meter över havet och antalet invånare är 236.
Terrängen runt Zapote Chico är platt åt nordost, men åt sydväst är den kuperad. Runt Zapote Chico är det ganska tätbefolkat, med 149 invånare per kvadratkilometer. Närmaste större samhälle är Filomeno Mata, 19,6 km sydväst om Zapote Chico. Omgivningarna runt Zapote Chico är en mosaik av jordbruksmark och naturlig växtlighet.